# Châlonvillars-Mandrevillars
Ancienne commune de la Haute-Saône, la commune de Châlonvillars-Mandrevillars a existé de 1972 à 1989. Elle a été créée en 1972 par la fusion des communes de Châlonvillars et de Mandrevillars. En 1989 elle a été supprimée et les deux communes constituantes ont été rétablies.